# 四国学院短期大学
四国学院短期大学（しこくがくいんたんきだいがく、英語: Shikoku Gakuin Junior College）は、香川県善通寺市文京町3-2-1に本部を置いていた日本の私立大学である。1959年に設置され、2006年に廃止された。

## 概要

### 大学全体
- 香川県善通寺市に所在した日本の私立短期大学で、設置主体は学校法人四国学院[1]。
- 学生数2、入学総定員80名体制で1959年に開学[注 1]。1965年度より1学科体制となる。
- 2004年度の入学生を最後に[注釈 1]、2006年に短期大学としての使命を終える[5]。

### 建学の精神（校訓・理念・学是）
- 四国学院大学を参照。

### 教育および研究
- 英語に関する専門科目ほか一般教育科目として「キリスト教概論」が設置されていた。

## 沿革
- 1950年 四国キリスト教学園が創立される[6]。
- 1959年
  - 1月20日 左記を以て文部省[注 2]より短期大学の設置が認可される[注 3]。
  - 4月1日 四国学院短期大学が以下の学科体制にて開学する[8]。
    - 基督教科 入学定員20名
    - 英語科 入学定員60名

  - 5月1日 学生数[9]/定員
    - 英語科 69[注 4]/60
    - 基督教科 16[注 5]/20
- 1961年
  - 4月1日 基督校科の学生募集を最終とする[注 6]。
  - 5月1日 学生数[11]/定員
    - 英語科 124[注 7]/120
    - 基督教科 37[注 8]/40
- 1962年
  - 5月1日 学生数[12]/定員
    - 英語科 174[注 9]/120
    - 基督教科 記載なし/20
- 1963年
  - 5月1日 学生数[13]/定員
    - 英語科 162[注 10]/120
    - 基督教科 3[注 11]/-
- 1964年
  - 5月1日 学生数[14]/定員
    - 英語科 130[注 12]/120
    - 基督教科 -/-
- 1965年
  - 3月31日 左記を以て基督教科が正式に廃止される[15]。
- 1981年
  - 4月1日 英語科の入学定員を60[16]→90[17]に増員[18]。
  - 5月1日 学生数[19]/定員
    - 英語科 女201/150
- 2003年
  - 4月1日 英語科の入学定員を90→45に減員[20]。
  - 5月1日 学生数[21]/定員
    - 英語科 57[注 13]/135
- 2004年
  - 4月1日 この年度をもって学生募集を終了[注釈 1]。
- 2006年
  - 6月14日 左記を以て正式に廃止[5]。

## 基礎データ

### 所在地
- 香川県善通寺市文京町3-2-1

## 教育および研究

### 組織

#### 学科
- 基督教科 入学定員20[注 14]
- 英語科 入学定員45[注 15]

#### 専攻科
- なし

#### 別科
- なし

#### 取得資格について
- 中学校教諭二種免許状
  - 英語：英語科[24]
  - 宗教：基督教科[25]

### 研究
- 『四国学院短期大学論集』[26]ほか。

## 大学関係者と組織

### 大学関係者一覧
歴代学長
- 矢野貫城
- 堀経夫
- 中園康夫

## 施設

### 寮
- 四国学院大学を参照。

## 対外関係

### 他大学との協定

#### アメリカ
- オザークス大学
- ホイットワース大学

### 系列校
- 四国学院大学

## 卒業後の進路について

### 編入学･進学実績
- 系列である四国学院大学への編入学制度があった。